# Gods Lake Narrows Airport
Gods Lake Narrows Airport är en flygplats i Kanada.   Den ligger i provinsen Manitoba, i den sydöstra delen av landet, 1 700 km nordväst om huvudstaden Ottawa. Gods Lake Narrows Airport ligger 181 meter över havet. Den ligger vid sjön Gods Lake.
Terrängen runt Gods Lake Narrows Airport är mycket platt. Runt Gods Lake Narrows Airport är det glesbefolkat, med 8 invånare per kvadratkilometer.. Det finns inga samhällen i närheten. 